# Amt Grillenburg
Das Amt Grillenburg war eine territoriale Verwaltungseinheit des im Jahre 1806 zum Königreich Sachsen erhobenen Kurfürstentums Sachsen. Bis zum Ende der sächsischen Ämterverfassung im Jahr 1856 bildete es den räumlichen Bezugspunkt für die Einforderung landesherrlicher Abgaben und Frondienste, für Polizei, Rechtsprechung und Heeresfolge.

## Geographische Ausdehnung
Das Gebiet des Amts Grillenburg lag im nordöstlichen Erzgebirgsvorland.

## Geschichte

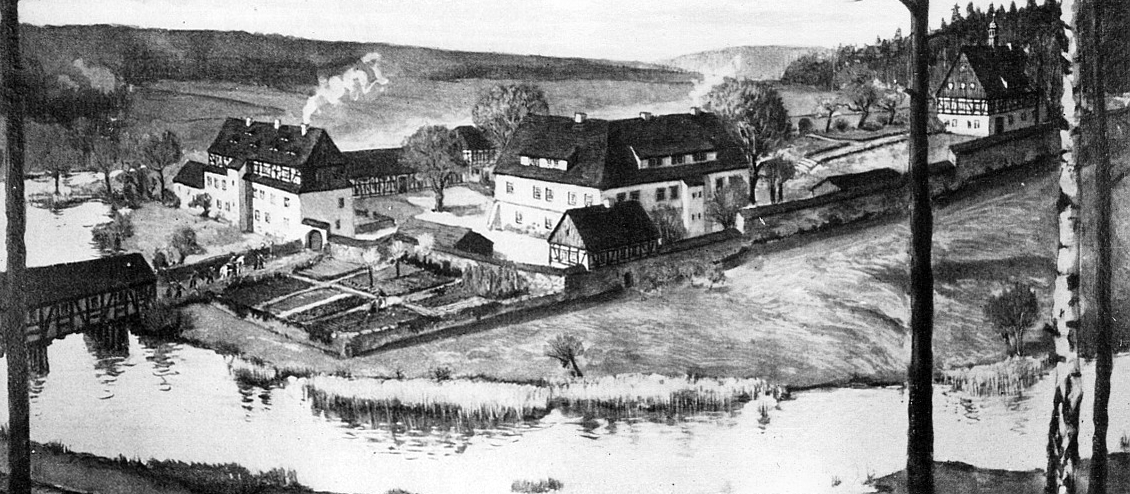
Die Jagdhausanlage Grillenburg als Amtssitz auf einer Ansicht um 1700

Mit der sich entwickelnden Ämterverfassung in wettinischen Sachsen entstand auch das Amt Tharandt, dessen Verwaltungssitz zunächst die Burg Tharandt (Granaten) und ab 1558 die neu erbaute Jagdhausanlage Grillenburg mit der Umbenennung im Amt Grillenburg wurde. Hauptort des Amtes blieb jedoch der sich vom Flecken Granaten zur Stadt Tharandt entwickelnde Ort Tharandt.
Im Zeitraum von 1787 bis 1828 erfolgte die Verwaltung des Amtes Grillenburg von der Bergstadt Freiberg, dem Sitz des Kreisamtes Freiberg aus. Die gemeinsame Verwaltung führte zu einer teilweisen Zuordnung des Amtes Grillenburg zum Erzgebirgischen Kreis, während das Amt jedoch polizeilich dem Meißner Kreis unterstand. Wie überall im Kurfürstentum Sachsen bildeten sich Justiz- und Rentamt ab ca. 1784 als getrennte Ressorts heraus.
Das Amt Grillenburg wurde nach der Mitte des 19. Jahrhunderts endgültig aufgelöst, nachdem es bereits 1831 zu der klassischen Aufspaltung in die beiden selbständigen Behörden des Rent- und des Justizamts Grillenburg gekommen war.

## Bestandteile des Amtes Grillenburg
Zuletzt gehörten zum Amt Grillenburg die Orte Großdorfhain, Fördergersdorf, Hintergersdorf, Hartha, Herrndorf, Naundorf, Großopitz, Somsdorf und die Stadt Tharandt.

## Amtsleute
- Caspar Rudolph von Schönberg (1572–1628), Amtshauptmann